# Josef Edlund
Josef Eggert Edlund, född 1874, död 1953, var en svensk seglare och grosshandlare.
Josef Edlund föddes i en fiskarfamilj på Värskär. Han lärde sig att fiska och efter en tid i Göteborg där han gick i lära som fiskhandlare återvände han till Västervik för att starta eget. 
Han gifte sig med en etablerad fiskhandlaränka och fick därigenom råd att köpa sig dyra segelbåtar. Bland hans mera kända båtar märks Två Sang ritad av Gustaf Estlander och Tre Sang  ritad av Harry Becker. Med den förra båten vann han bland annat The Marblehead Trophy och Skärgårdskryssarpokalen i Sandhamn 1930, och hade även stora framgångar i Kiel 1929. Rhenguldet för 30 kvm skärgårdskryssare instiftades 1932. År 1935 erövrades det för alltid av Josef Edlund. Dessförinnan illustrerades det med Fo157970 (med pokalen frilagd) i KSSS årsböcker, se bland annat försättsplanscherna i 1932 års årsbok. 
Jan Karmazin skrev en Seglarmarsch som han tillägnade Edlund. Han var 1908 ordförande i segelsällskapet Wikingarna och var 1926–1933 ordförande i Westerviks Segelsällskap.
Brand på Strömsholmen
17 november 1923 utbröt en brand på Strömsholmen i Västervik. Husen som brann hade använts till Sveriges första garvämnesfabrik som senare blev AB Tannin. 1918 köptes byggnaderna av AB Vesta. Efter Vestas konkurs hade grosshandlaren Edlund köpt fastigheten ett par månader före branden och startat fiskrökeri och konservfabrik. Redan dagen för branden sa grosshandlare Edlund till VT:s reporter att han skulle bygga upp fastigheten igen. Det gjorde han också. 
På 1950-talet fanns Västerviks Fiskförsäljningsförenings rökeri i bottenvåningen på det nya huset. Det drev Edlund fram till 1943. Sedan bodde han kvar på andra våningen. Rökeriet flyttade 1966 och huset revs 1981.